# Fremont, Kalifornien
Fremont, stad i Alameda County, Kalifornien, på sydöstra sidan av San Francisco-bukten. Staden grundades 23 januari 1956 då fem mindre städer slogs ihop. I Fremont bor 204 414 personer (2000) på en yta av 225,6 km², vilket betyder att staden är den femte största i Kalifornien räknat till yta. Staden har fått sitt namn efter John C. Frémont som var general, politiker och upptäcktsresande.